# Callianassa subterranea
Callianassa subterranea is een tienpotigensoort uit de familie van de Callianassidae. De wetenschappelijke naam van de soort is voor het eerst geldig gepubliceerd in 1808 door Montagu.